# Danny Gabbidon
Daniel Leon "Danny" Gabbidon, né le 8 août 1979 à Cwmbran (pays de Galles), est un footballeur international gallois qui évolue au poste de défenseur.

## Biographie
Gabbidon a fait ses débuts professionnels avec West Bromwich Albion en 1999, lors d'un match contre Ipswich Town, avant d'être prêté à Cardiff City en 2000. Il rejoint ce même club à la fin de la saison puis marque 10 buts en 190 matchs, ce qui lui ouvre les portes de l'équipe nationale. En 2005, Gabbidon a été nommé footballeur gallois de l'année. 
À la fin de la saison 2004-2005 Gabbidon, ainsi que son équipier James Collins, signent à West Ham et il devient un élément-clé de l'équipe en compagnie d'Anton Ferdinand. À l'issue de la saison 2005-2006, il est nommé meilleur joueur du club, devant Marlon Harewood.
Le 4 octobre 2010, Gabbidon annonce que, à 31 ans, il prend sa retraite internationale. Quelques mois plus tard, alors que West Ham est relégué en Championship, il signe un contrat d'un an avec les Queens Park Rangers qui montent de Championship en Premier League.
Le 21 mai 2012, QPR annonce que Gabbidon est libéré à l'issue de son contrat, qui court jusqu'au 30 juin.
Le 19 septembre 2012, il signe un contrat d'un an en faveur de Crystal Palace. Le 28 mai 2014, il est libéré par le club.

## Palmarès
- West Ham
  - Finaliste de la Coupe d'Angleterre en 2006.